# Tren de carga

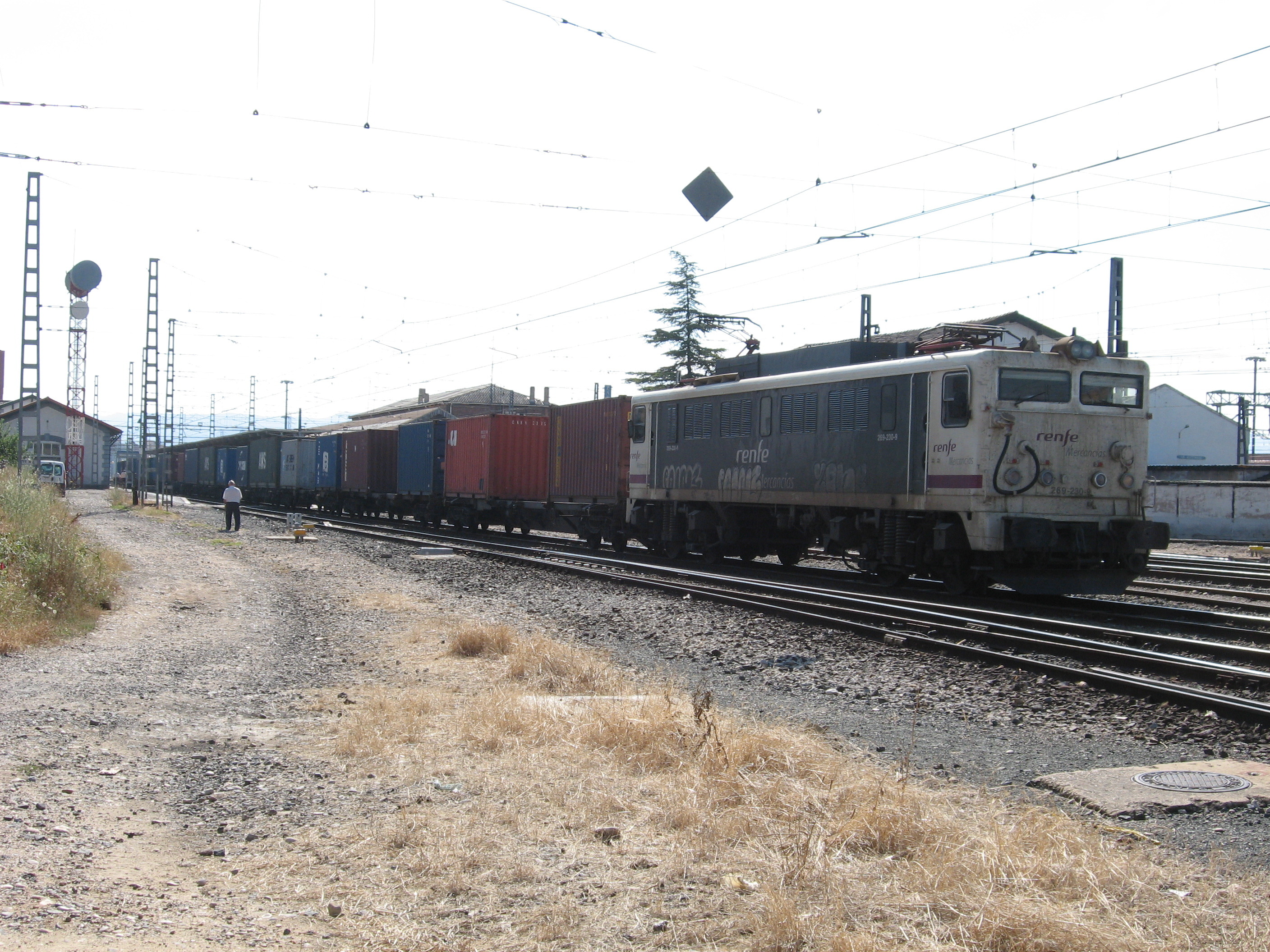
Tren de mercancías en la estación de Miranda de Ebro (España)

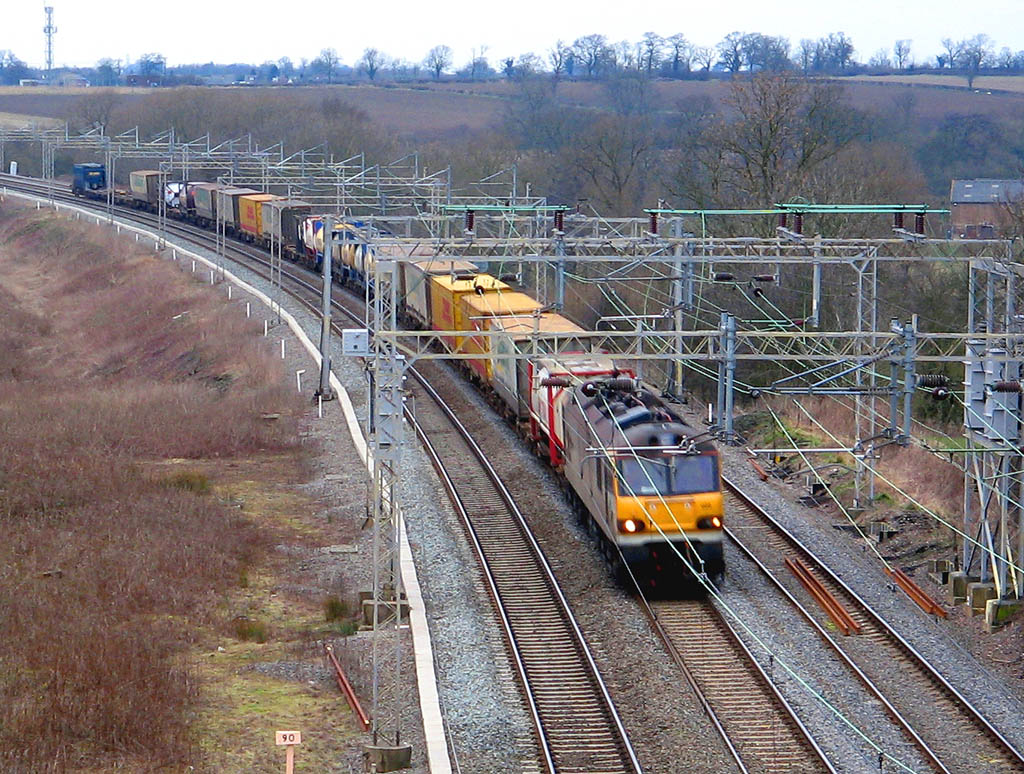
Locomotora BR Clase 92 remolcando un tren de mercancías con contenedores en la West Coast Main Line (Reino unido)

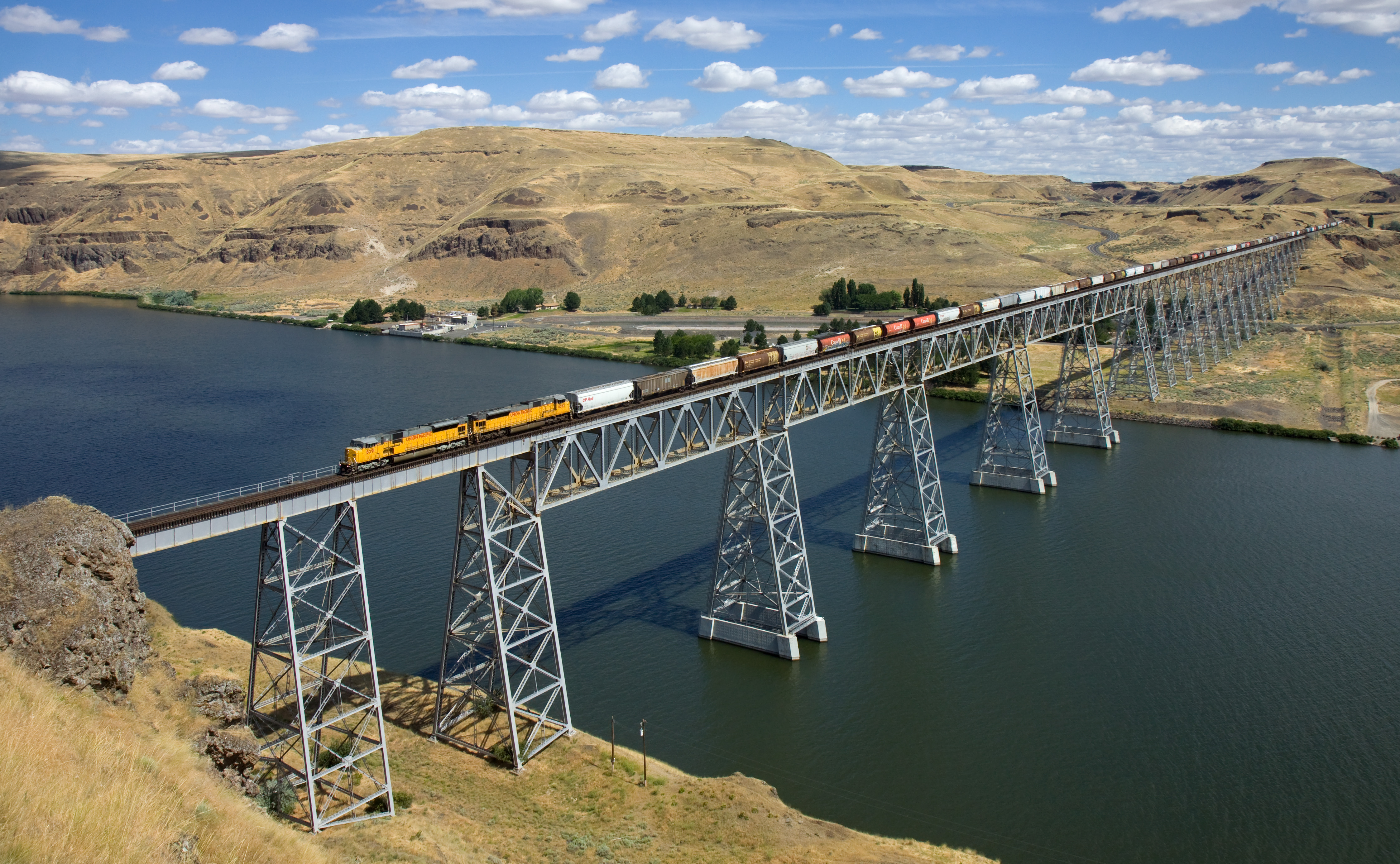
Un largo tren cargado con grano de la Union Pacific cruzando un puente en Washington, Estados Unidos

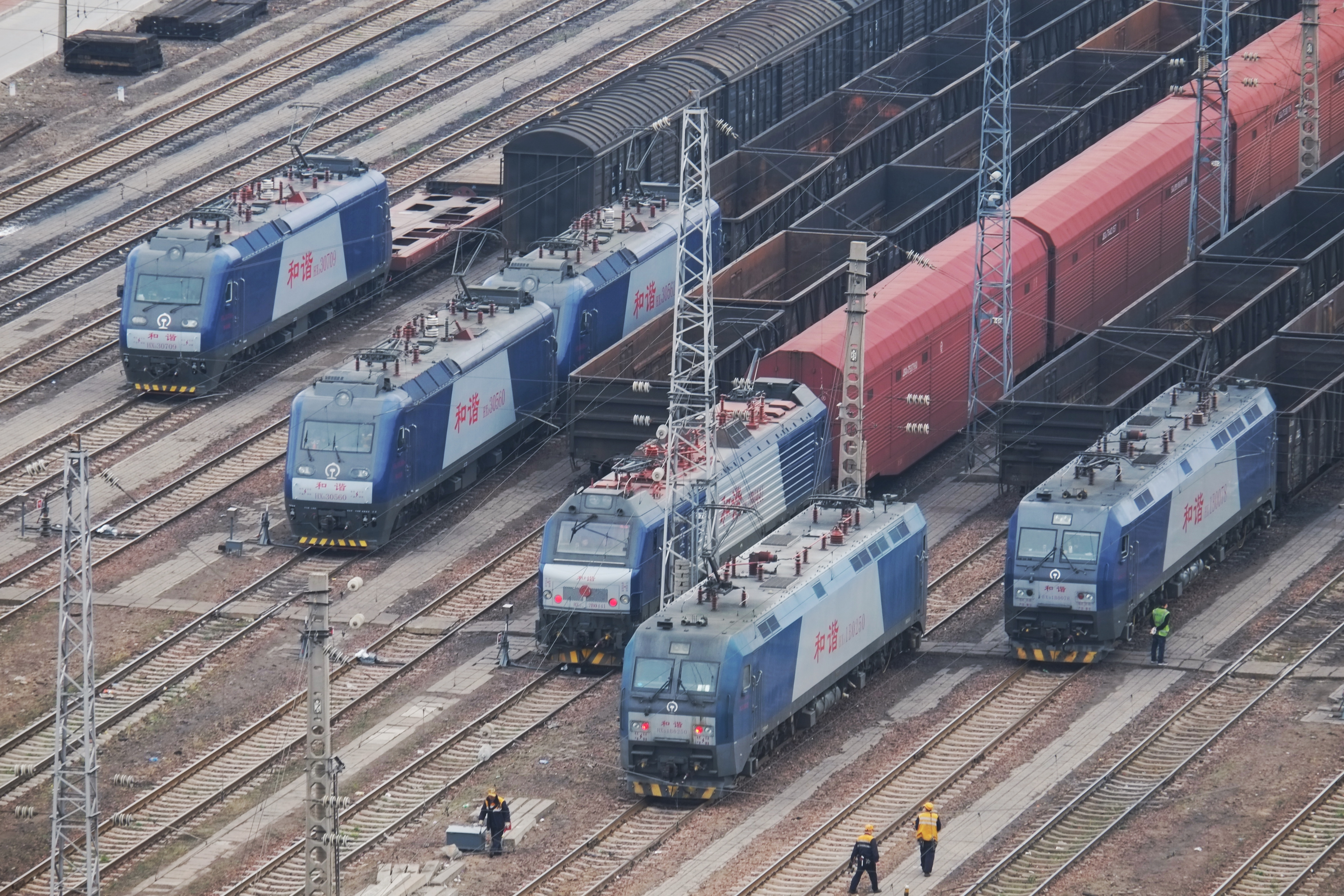
Trenes de mercancías esperando su salida en Zhengzhou, China

Un tren de carga (también denominado tren de mercancías o tren mercante) es una composición formada por una o más locomotoras de gran potencia y una serie de vagones preparados para el transporte de carga sobre una vía férrea. El número de locomotoras a emplear es función del tonelaje total del tren (vinculado con el número de vagones a remolcar) y de la pendiente máxima a superar en el trayecto. Estos trenes utilizan sus propias estaciones, que suelen situarse en los polígonos industriales cercanos a las ciudades, donde están más próximos a las empresas a las que dan servicio y no interfieren con el tráfico de pasajeros.
Su cometido es el transporte de mercancías en todo o en parte del camino entre el remitente y el destino previsto, por lo general integrado en una cadena logística. Los trenes pueden transportar materiales a granel, contenedores, carga general o carga especializada en vagones diseñados al efecto.
El servicio que prestan da lugar al sector del transporte de mercancías por ferrocarril, que consiste en un tipo de transporte ferroviario especializado en el traslado de mercancías, claramente diferenciado del transporte de pasajeros.
Cuando se considera en términos de toneladas-kilómetros transportadas por unidad de energía consumida, ferrocarril supera en eficiencia a la mayoría de los otros medios de transporte. Las economías máximas generalmente se realizan con productos básicos a granel (por ejemplo, carbón), especialmente cuando se transportan a largas distancias. Sin embargo, el envío por ferrocarril no es tan flexible como por carretera (especiamente cuando no es posible la conexión directa entre el remitente y el destinatario final), lo que ha dado lugar a que gran parte de las mercancías se transporten con camiones, incluso a largas distancias. Mover mercancías por ferrocarril a menudo implica costos adicionales de transbordo, particularmente cuando el remitente o el destinatario no tienen acceso ferroviario directo. Estos costes pueden superar los de operar el propio tren, factor que prácticas como la contenedorización, el sistema de tráiler sobre plataforma o las autopistas ferroviarias pretenden minimizar.

## Contexto general
Tradicionalmente, las grandes empresas han construido sus fábricas y almacenes cerca de las líneas de ferrocarril, y solían disponer de un ramal de su propiedad donde las mercancías se cargan o descargan directamente de los vagones de ferrocarril. En otros casos, transportaban sus mercancías en vagones o camiones hacia o desde una estación de mercancías. Pequeñas locomotoras de maniobras transfieren los vagones desde los apartaderos y las estaciones de mercancías a un haz de clasificación, donde cada vagón se acopla a uno de los trenes de larga distancia que se ensamblan allí, según el destino al que deba transportarse. Cuando es lo suficientemente largo, o según un horario, cada tren de larga distancia inicia su viaje hacia  el siguiente patio de clasificación, donde los vagones se organizan de nuevo. Los que tienen como destino estaciones próximas se asignan a trenes de cercanías para su entrega, pero otros pueden ser ensamblados de nuevo en trenes que se dirijan a otros patios de clasificación más cercanos a su destino final. Cada vagón puede ser reclasificado o "cambiado" en varios patios antes de llegar a su destino final, un proceso que ralentizaba el transporte ferroviario y aumentaba los costos. Muchos operadores ferroviarios de carga están tratando de reducir estos costos al reducir o eliminar el cambio en los patios de clasificación mediante técnicas como los trenes unitarios y la contenedorización. Cuando el volumen a transportar así lo justifica, se han construido vías férreas específicas para un tipo determinado de carga (como carbón o minerales) para conectar un punto tierra adentro con un puerto o con una gran instalación donde se consume el material transportado (como las centrales térmicas).
El transporte ferroviario de mercancías utiliza muchos tipos de vagones, como los vagones cerrados para mercancías en general, vagones plataforma para cargas pesadas o voluminosas, vagones refrigerados para el transporte de alimentos, tipos simples de vagones abiertos para el transporte de materiales a granel (como minerales o carbón), y vagones cisterna para el transporte de líquidos y gases. La mayoría del carbón y los agregados se mueven en vagones tolva que se pueden llenar y descargar rápidamente para permitir un manejo eficiente de los materiales.
Una desventaja importante del transporte de mercancías por ferrocarril es su falta de flexibilidad. En parte por esta razón, el ferrocarril ha perdido gran parte del negocio de transporte de mercancías frente a transporte por carretera. Por otro lado, el transporte ferroviario es muy eficiente desde el punto de vista energético y mucho más respetuoso con el medio ambiente que el transporte por carretera. En comparación con el transporte por carretera que emplea el uso de camiones, el transporte ferroviario garantiza que las mercancías que de otro modo podrían transportarse en varios camiones se transporten en un solo envío. Este hecho implica considerables ahorros en lo que respecta a los costos globales relacionados con el transporte. El transporte ferroviario de mercancías también tiene unos costos externos muy bajos. Por lo tanto, muchos gobiernos han estado estimulando el cambio de carga de camiones a trenes, debido a los beneficios ambientales que traería. El transporte ferroviario y la navegación interior (también conocida como 'transporte por vías navegables interiores') son modos de transporte igualmente respetuosos con el medio ambiente, y ambos son partes importantes del Pacto Verde Europeo 2019.
En Europa (particularmente en Gran Bretaña), muchas ciudades manufactureras se desarrollaron antes que el ferrocarril. Muchas fábricas no tenían acceso ferroviario directo, lo que significaba que la carga tenía que enviarse a través de una estación de mercancías, trasladarse por tren y descargarse en otra estación de mercancías para su posterior entrega a otra fábrica. Cuando los camiones reemplazaron a los carros tirados por caballos, a menudo era más económico y más rápido acometer todo el traslado de las mercancías por carretera. En los Estados Unidos, particularmente en el Oeste y en el Medio Oeste, las ciudades desarrolladas con ferrocarriles y fábricas a menudo tenían una conexión ferroviaria directa. A pesar del cierre de muchas líneas menores, el envío de vagones de una empresa a otra por ferrocarril sigue siendo común.
Los ferrocarriles fueron los primeros usuarios de equipos de procesamiento automático de datos, comenzando a principios del siglo XX con sistemas de tarjetas perforadas y equipos de registro de unidades. Muchos sistemas ferroviarios han recurrido a la programación informatizada para optimizar la circulación de sus trenes, lo que redujo los costos y ha contribuido a aprovechar más eficientemente la capacidad de las vías.
La relación de los ferrocarriles de carga con otros modos de transporte varía ampliamente. Casi no hay interacción con las aerolíneas de carga, se mantiene una estrecha cooperación con el transporte marítimo y existe una relación mayoritariamente competitiva con el transporte realizado mediante camiones y barcazas de larga distancia. Muchas empresas envían sus productos por ferrocarril cuando deben viajar largas distancias porque puede ser más económico transportar grandes cantidades por ferrocarril que por camión. Sin embargo, el transporte en barcazas sigue siendo un competidor viable.
Los trenes de carga a veces son abordados ilegalmente por personas que no tienen el dinero o el deseo de viajar legalmente, una práctica denominada "salto". La mayoría de los saltadores se cuelan en las estaciones de clasificación de trenes y se esconden en los vagones, aunque algunos abordan los trenes en movimiento, lo que puede provocar muertes ocasionales que no siempre se registran.

## Carga a granel

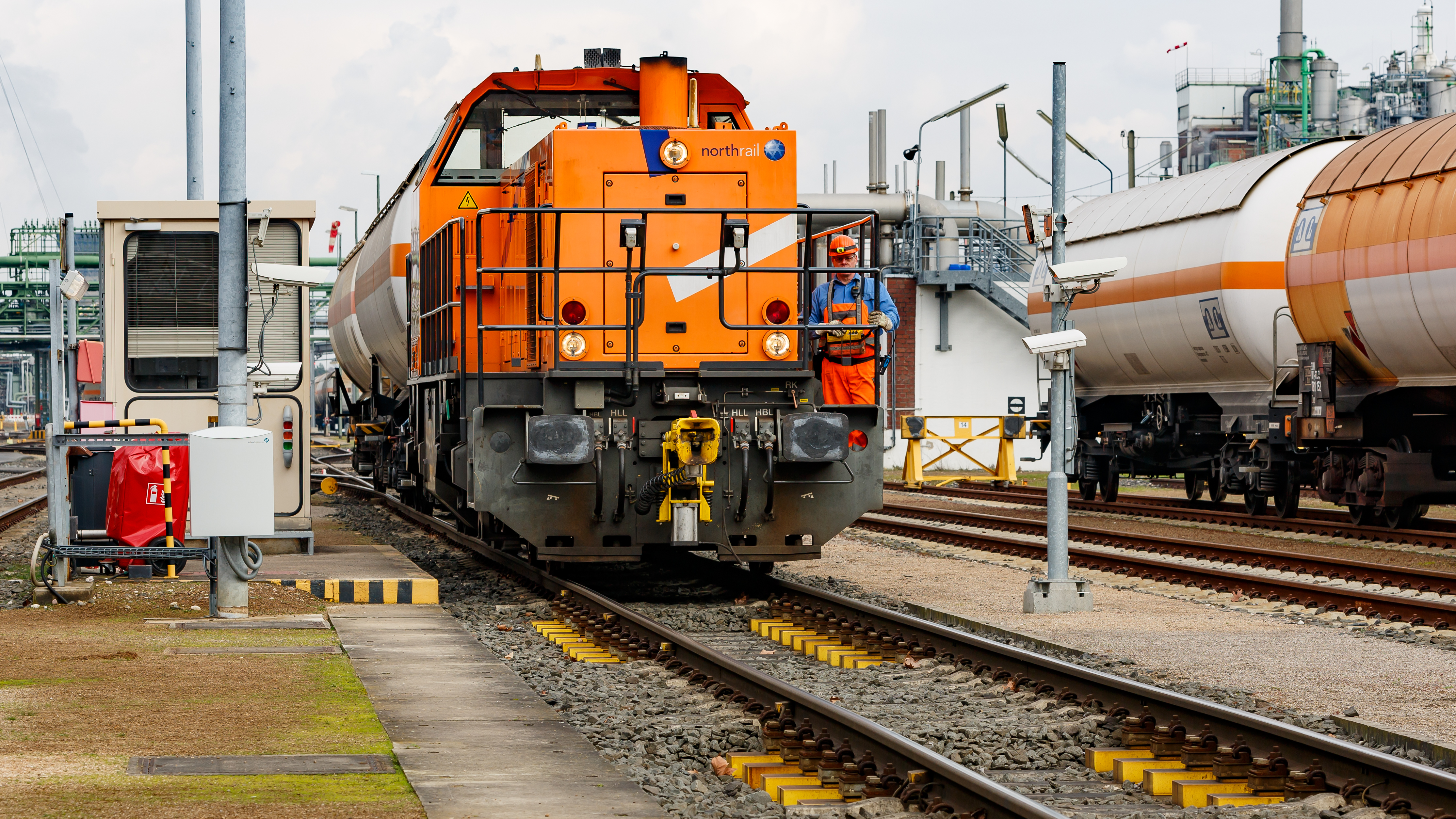
Colonia, Alemania: una báscula de vagones totalmente automatizada. El escáner de video lee los detalles del vagón y controla su peso cuando pasa por la báscula integrada (las partes amarillas situadas debajo de los rieles)

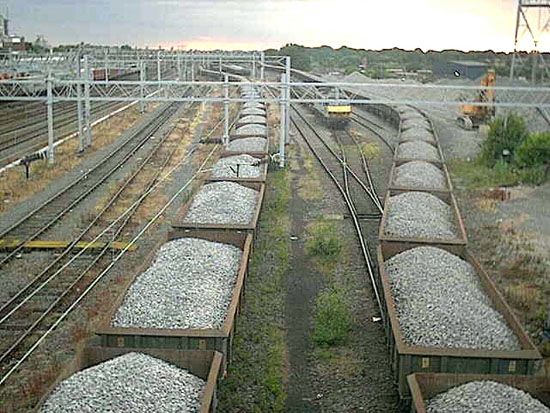
Vagones llenos de caliza esperan a ser descargados en Rugby (Warwickshire), Inglaterra

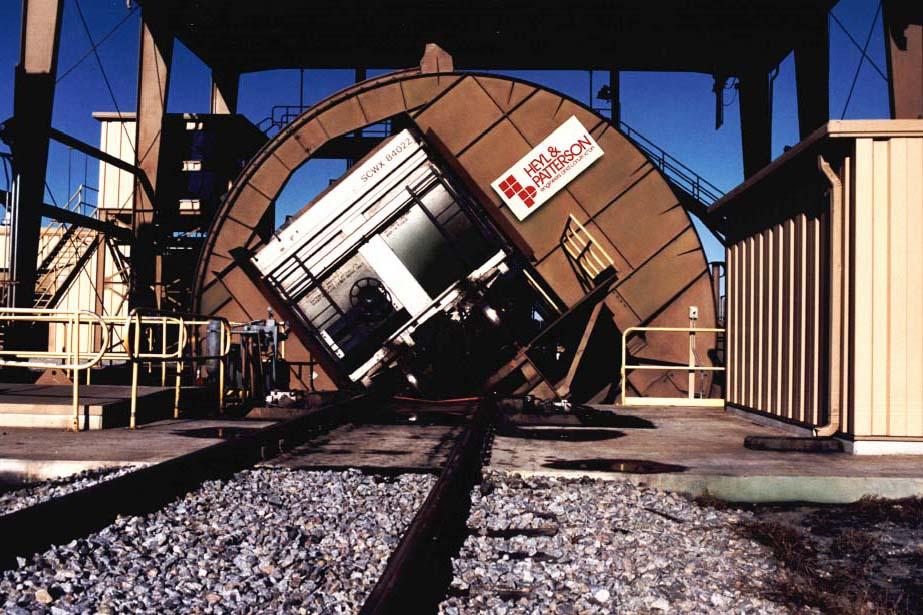
Volcador de vagones rotativo

La carga a granel, por lo general materias primas de carácter granular que se transportan en grandes cantidades sin embalar, constituye la mayor parte del tonelaje transportado por la mayoría de los ferrocarriles de mercancías. Esta carga generalmente se vierte directamente sobre el material remolcado. Los líquidos, como el petróleo y los productos químicos, o los gases comprimidos, se transportan por ferrocarril en vagones cisterna.
Los vagones tolva se utilizan para transportar mercancías secas a granel como carbón, minerales, cereales, balasto y otros productos similares. Se distinguen de las góndolas (EE. UU.) o de los vagones abiertos (UIC) en que tiene puertas que se abren en la parte inferior o en los costados para facilitar su descarga por gravedad. Se desarrollaron conjuntamente con las instalaciones de carga y descarga automatizadas para manejar dichos productos. Hay dos tipos principales de vagones tolva: abiertos y cubiertos. Los vagones cubiertos se utilizan para carga que debe protegerse de las inclemencias meteorológicas (principalmente de la lluvia) como cereales, azúcar y fertilizantes. Los vagones abiertos se utilizan para mercancías como el carbón, que puede mojarse y secarse con un efecto menos nocivo. Los vagones tolva han sido empleados por los ferrocarriles de todo el mundo siempre que se requería un manejo automatizado de la carga. Un sistema alternativo son los volcadores de vagones rotativos, que simplemente voltean cada vagón completo para verter su contenido, por lo que permiten el uso de vagones de construcción más simple, más resistentes y más compactos, ya que no requieren disponer de un fondo inclinado. Son utilizados especialmente en América del Norte.

### Tráfico pesado de minerales
Los trenes más pesados del mundo transportan tráfico masivo como mineral de hierro o carbón. Las cargas pueden ser de 130 toneladas por vagón y decenas de miles de toneladas por tren. El Ferrocarril de Daqin transporta más de 1 millón de toneladas de carbón a la costa este de China todos los días y en 2009 era la línea de carga más transitada del mundo Tal economía de escala reduce los costos operativos, de manera que algunos trenes de mercancías pueden tener más de 7 km de largo.

## Contenedorización

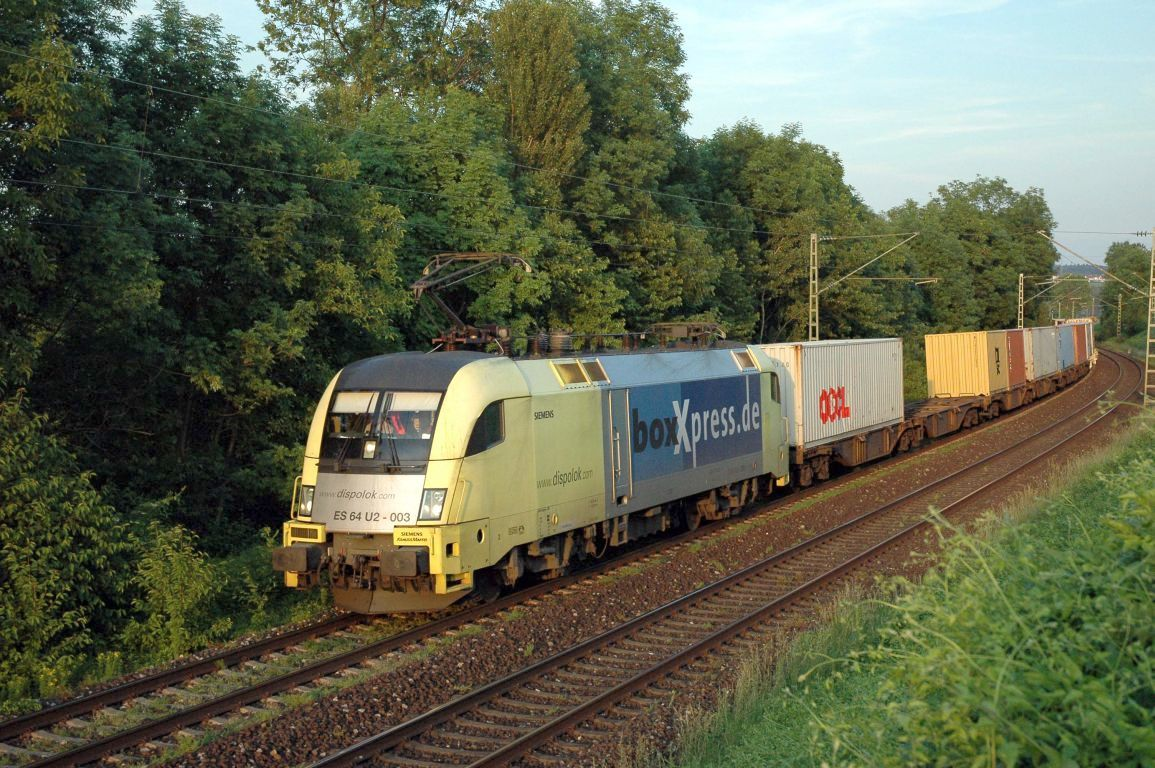
Un tren de contenedores en Alemania

La contenedorización es un sistema de transporte intermodal de mercancías que utiliza los contenedores estándar empleados en el transporte marítimo (también conocidos como 'contenedores ISO' o 'isotainers') que pueden cargarse indistintamente en buques portacontenedores, vagones o camiones. La contenedorización ha revolucionado el transporte de carga. En el año 2009, aproximadamente el 90 % de la carga (excepto graneles) en todo el mundo se movía mediante contenedores apilados en barcos de transporte; y el 26 % de todo el transbordo de contenedores se llevaba a cabo en China. En 2005, unos 18 millones de contenedores en total realizaron más de 200 millones de viajes al año.
El uso de los mismos tamaños básicos de contenedores en todo el mundo ha disminuido los problemas causados por la incompatibilidad del ancho de vía en diferentes países, al facilitar el transbordo entre trenes de diferentes anchos.
Aunque normalmente los contenedores recorren cientos o incluso miles de kilómetros por ferrocarril, la experiencia suiza demuestra que con una logística debidamente coordinada, es posible operar un sistema de transporte de carga intermodal viable (camión + tren) incluso dentro de un país tan pequeño como Suiza.

### Contenedores apilados en dos pisos

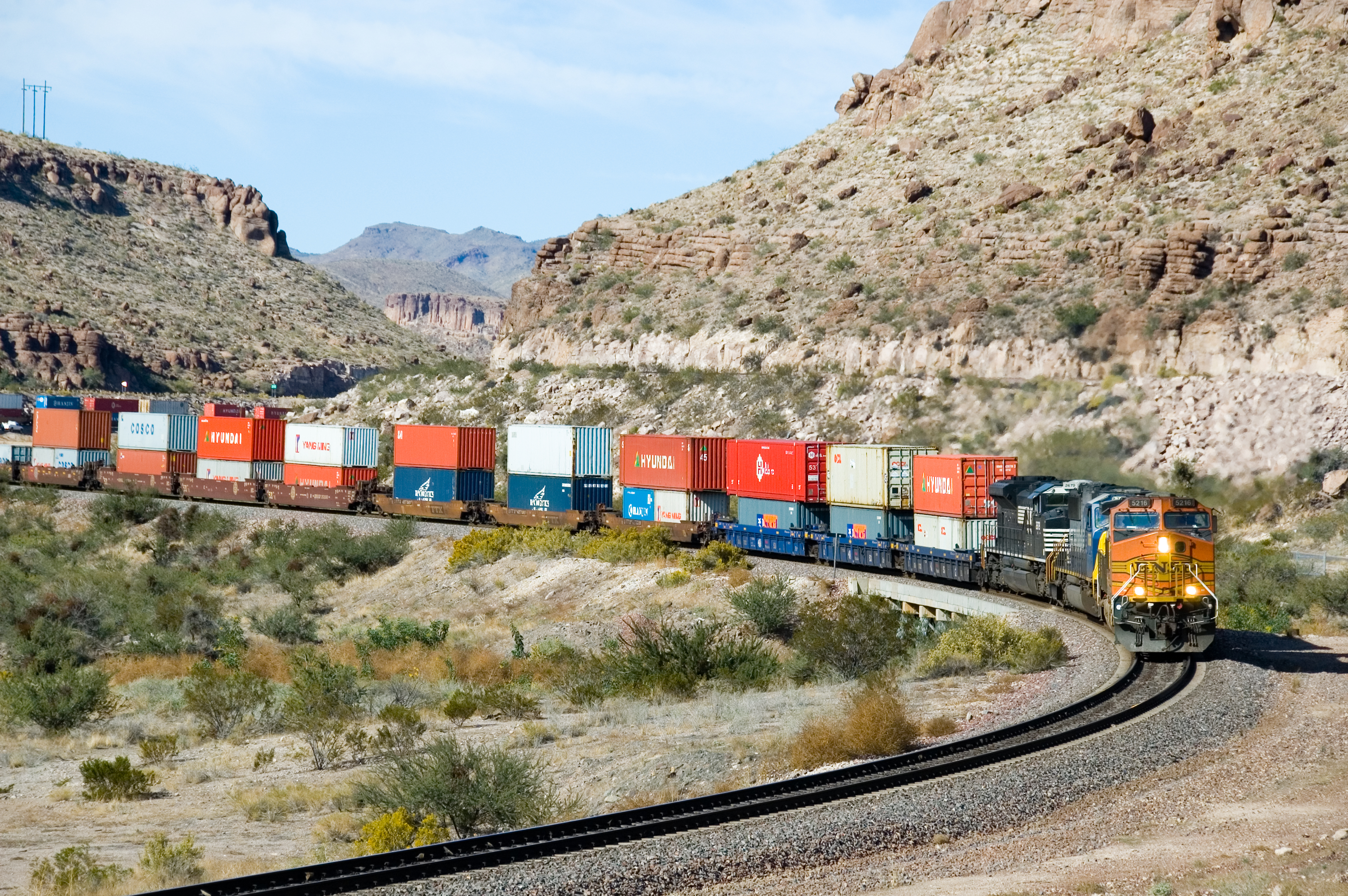
Tren en Arizona, con contenedores de 20, 40 y 53 pies apilados sobre plataformas en dos pisos

La mayoría de los vagones plataforma no pueden llevar más de un contenedor estándar de 40 pies (12,2 m) encima de otro debido al gálibo vertical limitado de la mayoría de los sistemas ferroviarios, aunque normalmente podrían cargar el peso de dos. Llevar la mitad del peso posible es ineficiente. Sin embargo, si la vía férrea se ha construido con suficiente espacio vertical libre, se pueden emplear vagones plataforma capaces de transportar contenedores apilados en dos filas, si bien las líneas electrificadas con catenaria no suelen ser compatibles con este sistema. Excepcionalmente, en China se operan trenes de dos pisos de contenedores en líneas con electrificación aérea, pero no se permite apilar dos contenedores de altura máxima.
En los Estados Unidos, Southern Pacific (SP) con Malcom McLean tuvo la idea de emplear el primer vagón intermodal con dos contenedores apilados en 1977. Poco después, el SP diseñó la primera serie de estos vagones con ACF Industries ese mismo año. El sistema tardó en convertirse en un estándar de la industria, pero en 1984 la compañía American President Lines comenzó a trabajar con el SP, y ese mismo año, el primer tren completo con dos pisos de contenedores salió de Los Ángeles para South Kearny (Nueva Jersey), siendo denominado el nuevo servicio ferroviario como "Stacktrain". En el camino, el tren se transfería del SP a Conrail. Supuso una considerable economía para los transportistas, y ahora representa casi el 70 por ciento de los envíos del transporte intermodal de mercancías en los Estados Unidos, en parte debido a los amplios espacios verticales libres utilizados por los ferrocarriles estadounidenses. Estos trenes funcionan en líneas sin electrificar, utilizando locomotoras diésel.
El apilamiento doble también se usa en Australia entre Adelaida, Parkes, Perth y Darwin. Estas son líneas solo diésel sin tendido de electrificación aéreo. Los Ferrocarriles de Arabia Saudí emplean el doble apilamiento de contenedores en su corredor Riad-Dammam, y también se usa en la India en algunas líneas dedicadas exclusivamente al transporte de mercancías.

### Autopistas rodantes y transportea cuestas

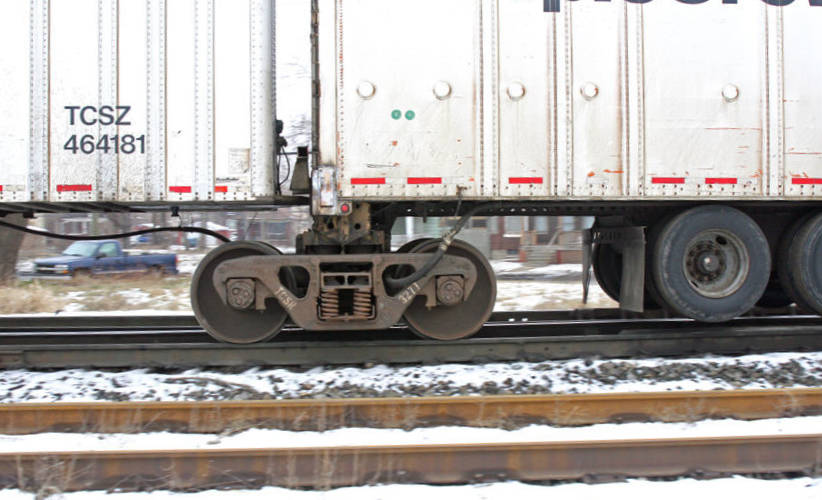
Vista lateral de un remolque roadrailer

En algunos países se utilizan autopistas ferroviarias (o carreteras sobre raíles). El sistema consiste en que se embarcan en un tren camiones completos que se pueden volver a conducir de nuevo cuando el tren ha alcanzado su destino final. Un sistema como este se utiliza en el Eurotúnel entre el Reino Unido y Francia, así como en el Ferrocarril de Konkan en la India. En otros países, la  cabeza tractora de cada camión no se lleva en el tren, sino solamente el remolque. Los trenes a cuestas son comunes en los Estados Unidos, pero han perdido participación de mercado frente a los contenedores más largos de 53 pies utilizados frecuentemente para envíos domésticos. También existen vehículos roadrailer con dos juegos de ruedas para poderse enganchar a un tren o servir como remolque de un vehículo de carretera.

## Cargas especiales
Varios tipos de carga no son adecuados para contenedores o graneles, y son transportados en vagones especiales diseñados a medida para la carga.
- Los automóviles se apilan en vagones denominados autoracks abiertos o cerrados, en los que los vehículos suben o bajan por sus propios medios.
- Las bobinas de fleje de acero se transportan en góndolas modificadas denominadas vagón bobinero.
- Los productos que requieren ciertas temperaturas durante el transporte se fletan en vagones refrigerados, aunque los contenedores refrigerados son cada vez más utilizados.
- Los vagones plataforma con una viga central se utilizan para transportar madera y otros materiales de construcción.
- Las cargas extrapesadas y de gran tamaño se trasladan en un tipo de vehículo de transporte especial conocido como vagón schnabel.

## Fletes de menos de un vagón
El flete de menos de un vagón es cualquier carga que no basta para llenar un vagón cerrado. Históricamente, en América del Norte los envíos de menos de un vagón se gestionaban por medio de un flete directo, pero con la dificultad de mantener los horarios del servicio regular, estos fletes pasaron en algunos casos a formar parte de los trenes regulares de pasajeros, que a menudo eran trenes mixtos que daban servicio a comunidades aisladas. Al igual que el servicio de pasajeros en localidades rurales, los fletes directos y sus envíos más pequeños se volvieron antieconómicos. Los fletes directos se cancelaron a finales de la década de 1970, mientras que el sector público se hizo cargo en algunos casos del transporte de pasajeros.

## Diferencias regionales

Un mapa del mundo que muestra las regiones por su principal ancho de vía

Los ferrocarriles están sujetos al efecto de red: cuantos más puntos se conecten, mayor será el valor del sistema en su conjunto. Los primeros ferrocarriles se construyeron para llevar determinados recursos (como carbón, minerales y productos agrícolas) desde lugares del interior a los puertos para su exportación. En muchas partes del mundo, particularmente en el hemisferio sur, ese sigue siendo el uso principal de los ferrocarriles de carga. Una mayor conectividad abre la red ferroviaria a otros usos de mercancías, incluido el tráfico no destinado a la exportación. La conectividad de la red ferroviaria está limitada por una serie de factores, que incluyen barreras geográficas, como océanos y montañas; incompatibilidades técnicas, particularmente la discontinuidad del ancho de vía y los diferentes sistemas de acople; y conflictos políticos. Las mayores redes ferroviarias se encuentran en América del Norte y Eurasia. Los trenes de carga de larga distancia son generalmente más largos que los trenes de pasajeros, y una mayor longitud mejora su eficiencia. La longitud máxima varía ampliamente en cada zona (véase trenes más largos para las longitudes de los trenes en diferentes países.)
Generalmente, los camiones mueven la mayor parte del tonelaje de todo el tráfico en la mayoría de las grandes economías. Muchos países se están moviendo para aumentar la velocidad y el volumen del transporte de mercancías por ferrocarril, en un intento de conquistar mercados o de aliviar las carreteras sobrecargadas y/o acelerar el transporte marítimo en la era de la tienda en línea.
Tonelaje de carga ferroviaria como porcentaje del total movido por país:
- Rusia: alrededor del 12% en 2016[26]
- Japón: 5% en 2017[27]
- EE. UU.: 40% en 2009[28]
- China: 8% en 2016[29]
- EU28: menos del 20% de todo el "tráfico interior" en 2014[30]

### Eurasia

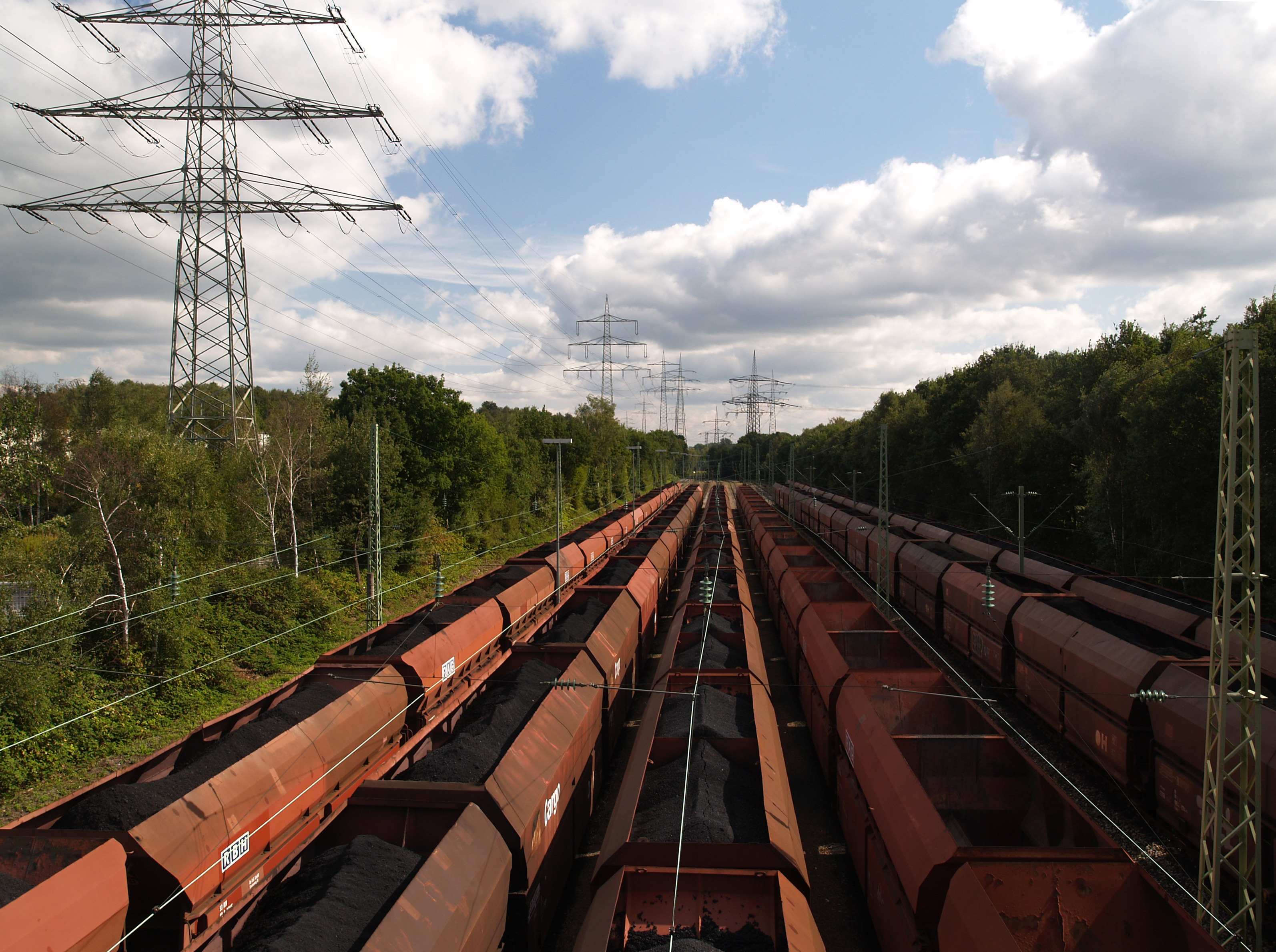
Carbón en espera de envío a una planta generadora de electricidad en Alemania

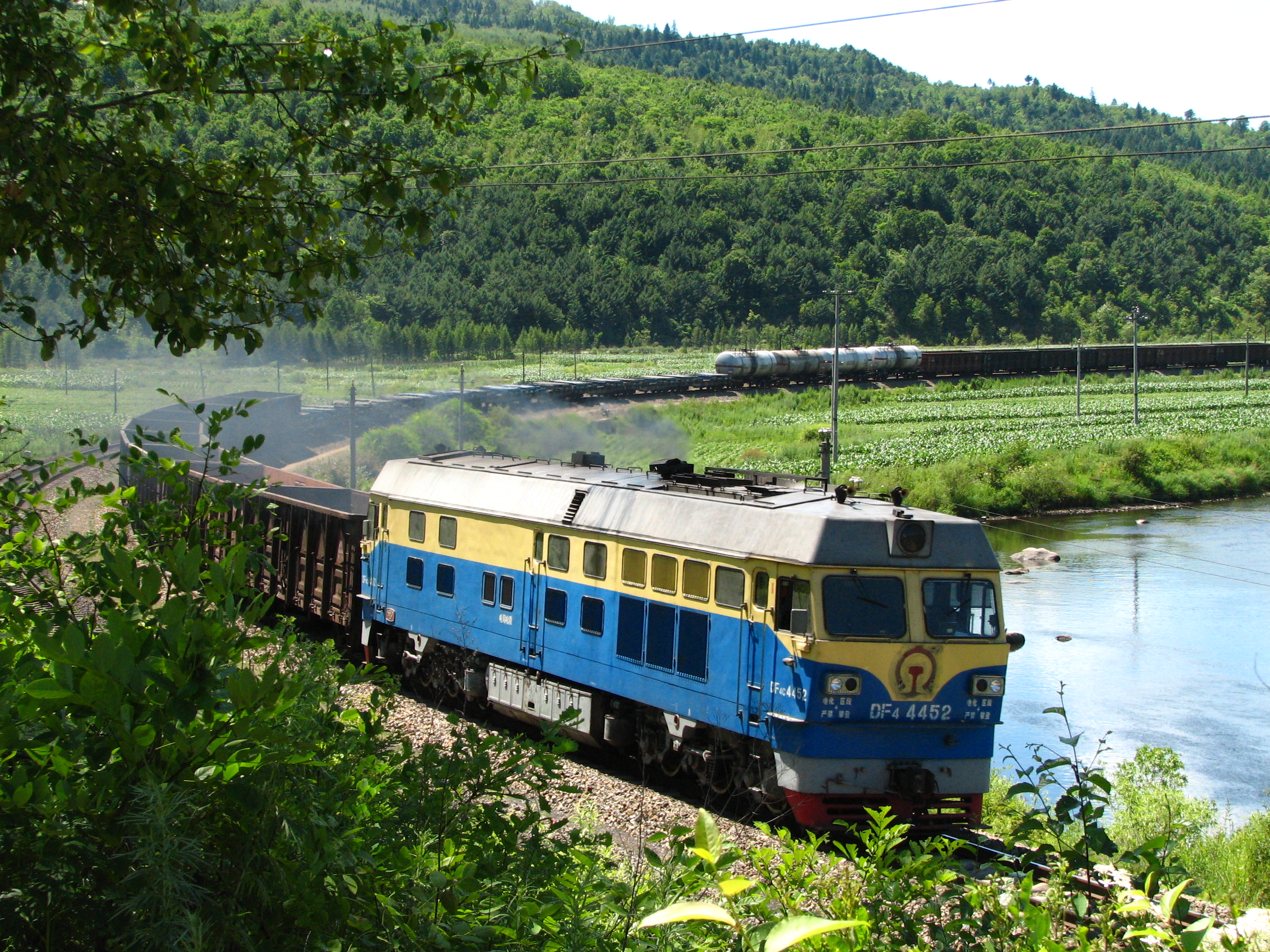
Tren de carga en el Ferrocarril Suihua–Jiamusi en Yichun, Heilongjiang

Hay cuatro redes ferroviarias principales que se interconectan en la masa terrestre de Eurasia, junto con otras redes nacionales más pequeñas.
La mayoría de los países de la Unión Europea participan en una red de gálibo unificado, que se conecta con el Reino Unido a través del Eurotúnel. El proyecto Marmaray conecta Europa con el este de Turquía, Irán y Oriente Medio a través de un túnel ferroviario construido por debajo del Bósforo. El Túnel de base de San Gotardo de 57 km mejoró las conexiones ferroviarias norte-sur cuando se inauguró en 2016. España y Portugal son en su mayoría de vía ancha, aunque España ha construido algunas líneas de vía estándar que conectan con la red europea de pasajeros de alta velocidad. Se utilizan distintos sistemas de señalización y de electrificación, aunque esto es un problema menor para el transporte de mercancías, aunque la electrificación mediante catenaria impide el servicio de contenedores apilados en dos filas en la mayoría de las líneas. Entre vagones se suele emplear el sistema de acoplamiento con topes y tornillo.
Los países de la antigua Unión Soviética, junto con Finlandia y Mongolia, participan en una red compatible con el ancho ruso, utilizando el acoplador SA3. Las líneas principales están electrificadas. El Transiberiano de Rusia conecta Europa con Asia, pero no tiene las autorizaciones necesarias para transportar contenedores apilados en dos filas. Numerosas conexiones están disponibles entre países con vía de ancho ruso y sus vecinos de vía estándar en el oeste (en toda Europa) y el sur (a China, Corea del Norte e Irán a través de Turkmenistán). Si bien la URSS tenía importantes conexiones ferroviarias con Turquía (desde Armenia) e Irán (desde el enclave de Najicheván en Azerbaiyán), estas han estado fuera de servicio desde principios de la década de 1990, ya que varios conflictos enquistados en la región del Cáucaso han forzado el cierre de las conexiones por vía férrea entre Rusia y Georgia a través de Abjasia, a través de la frontera entre Armenia y Azerbaiyán y entre Armenia y Turquía.
China tiene una extensa red de vía estándar. Sus trenes de mercancías utilizan el acoplador Janney. Los ferrocarriles de China se conectan con la red de vía estándar de Corea del Norte en el este, con la red de vía rusa de Rusia, Mongolia y Kazajistán en el norte, y con la red de vía métrica de Vietnam en el sur.
India y Pakistán operan completamente en redes de ancho indio. El conflicto entre India y Pakistán ha supuesto que el tráfico ferroviario entre los dos países que dase reducido a dos líneas de pasajeros. También hay enlaces de India a Bangladés y Nepal, y de Pakistán a Irán, donde una conexión nueva pero poco utilizada a la red de ancho estándar está disponible en Zahedan.
Las cuatro principales redes euroasiáticas enlazan con países vecinos y entre sí en varios puntos, condicionados por la discontinuidad del ancho de vía. La contenedorización ha facilitado un mayor movimiento entre redes, incluida una Nueva Ruta de la Seda.

### América del Norte

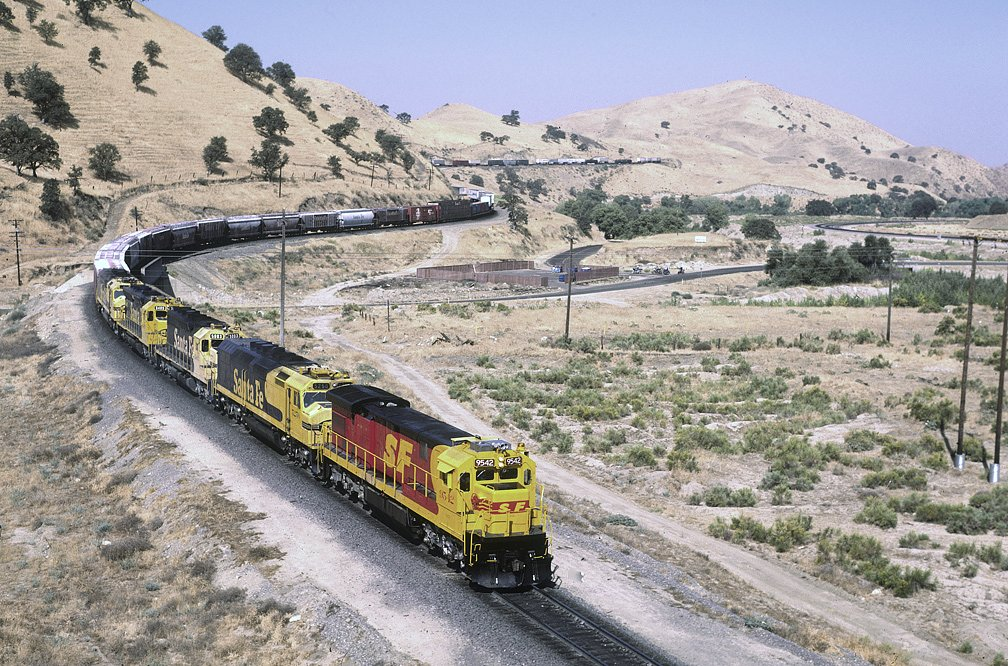
Tren de carga mixta en Caliente (California)

Canadá, México y los Estados Unidos están conectados por una extensa red ferroviaria de ancho internacional. La única excepción notable es el Ferrocarril de Alaska, que está conectado a la red principal mediante transporte marítimo.
El transporte ferroviario de mercancías está bien estandarizado en América del Norte, con el uso generalizado del acoplador Janney y frenos de aire comprimido compatibles. Las principales variaciones están en el gálibo ferroviario y en peso máximo por eje de los vagones. La mayoría de las vías son propiedad de empresas privadas que operan tanto trenes de carga como de viajeros en esas vías. Desde el Staggers Rail Act de 1980, la industria ferroviaria de carga en los EE. UU. se ha desregulado en gran medida. Los vagones de carga se intercambian intercambian de forma rutinaria entre los transportistas, según sea necesario, y se identifican mediante los reportes de marca de cada empresa y sus números de serie. La mayoría tienen equipos de identificación automática transpondedores legibles mediate sistemas computarizados. Con excepciones aisladas (como el Ferrocarril Deseret Power), los trenes de carga en América del Norte son remolcados por locomotoras diésel, incluso en el Corredor Noreste electrificado.
El desarrollo continuo orientado a la carga incluye la progresiva adaptación de las líneas existentes para que sean capaces de transportar cargas más pesadas y altas, particularmente para el servicio contenedores apilados en dos filas, y la construcción de terminales intermodales más eficientes e instalaciones de transbordo para las cargas a granel. Muchos ferrocarriles se intercambian en Chicago, donde se han puesto en marcha una serie de mejoras propuestas para eliminar los cuellos de botella localizados en su red ferroviaria. La Ley de Mejora de la Seguridad Ferroviaria de 2008 de EE. UU. exige la conversión de la red al sistema de señalización Positive Train Control. En la década de 2010 la mayoría de los servicios ferroviarios de Clase I de América del Norte adoptaron técnicas de explotación ferroviaria de precisión.

### Centroamérica
El Ferrocarril Verapaz de Guatemala se ha mantenido inactivo durante el siglo XXI, lo que ha impedido los envíos ferroviarios desde el sur de México. Panamá posee un servicio ferroviario de carga, recientemente convertido al ancho estándar, que es paralelo al Canal de Panamá. Algunos otros ferrocarriles en América Central todavía están en funcionamiento, pero la mayoría ha cerrado, y nunca ha habido una línea férrea a través de América Central hacia América del Sur.

### América del Sur
Brasil posee una gran red ferroviaria, en su mayoría de vía métrica, con algunas líneas de vía ancha. Opera algunos de los trenes de mineral de hierro más pesados del mundo en su red de vía métrica.
Argentina tiene redes de ancho indio en el sur, ancho estándar en el este y redes de ancho métrico en el norte. Las redes de ancho métrico están conectadas entre sí, pero nunca ha habido una conexión entre todas las líneas de vía ancha (se construyó una conexión de vía métrica entre las dos redes de vía ancha, el Ferrocarril Trasandino Los Andes-Mendoza, pero actualmente no está en servicio). La mayoría de los demás países tienen pocos sistemas ferroviarios. El ancho estándar en el este conecta con Paraguay y con Uruguay.

### África
Los ferrocarriles de África fueron iniciados en su mayoría por las potencias coloniales para llevar los recursos del interior hacia los puertos, sin un interés claro por la interconexión de estas líneas. Como resultado, pueden coexistir diversos anchos de vía y sistemas de acoplamiento entre vagones en un mismo país. En el Sur de África está en servicio una red de ferrocarriles con ancho de vía de 3 pies 6 plg (1067 mm) y equipada con acopladores Janney. Por el contrario, en el África Oriental predominan las vías de ancho métrico. En el norte de África se usa el ancho internacional, aunque el conflicto árabe-israelí bloquea su conexión potencial a la red europea de ancho estándar.

### Australia
El ferrocarril se desarrolló de forma independiente en diferentes partes de Australia y, como resultado, se utilizan tres anchos de vía principales, aunque el Transaustraliano, un ferrocarril de ancho de vía estándar, se extiende por todo el continente.

## Estadísticas
| Red           | Giga tm-km | Países                   |
| ------------- | ---------- | ------------------------ |
| Norteamérica  | 2863       | EE. UU., Canadá, México  |
| China         | 4389       | ()                       |
| Rusia         | 2351       | CIS, Finlandia, Mongolia |
| India         | 607        |                          |
| Unión Europea | 400        | 27 países miembros       |
| Brasil        | 269        | Incluida Bolivia (1)     |
| Sudáfrica     | 115        | Incluido Zimbaue (1.6)   |
| Australia     | 64         |                          |
| Japón         | 20         |                          |
| Corea del Sur | 10         |                          |

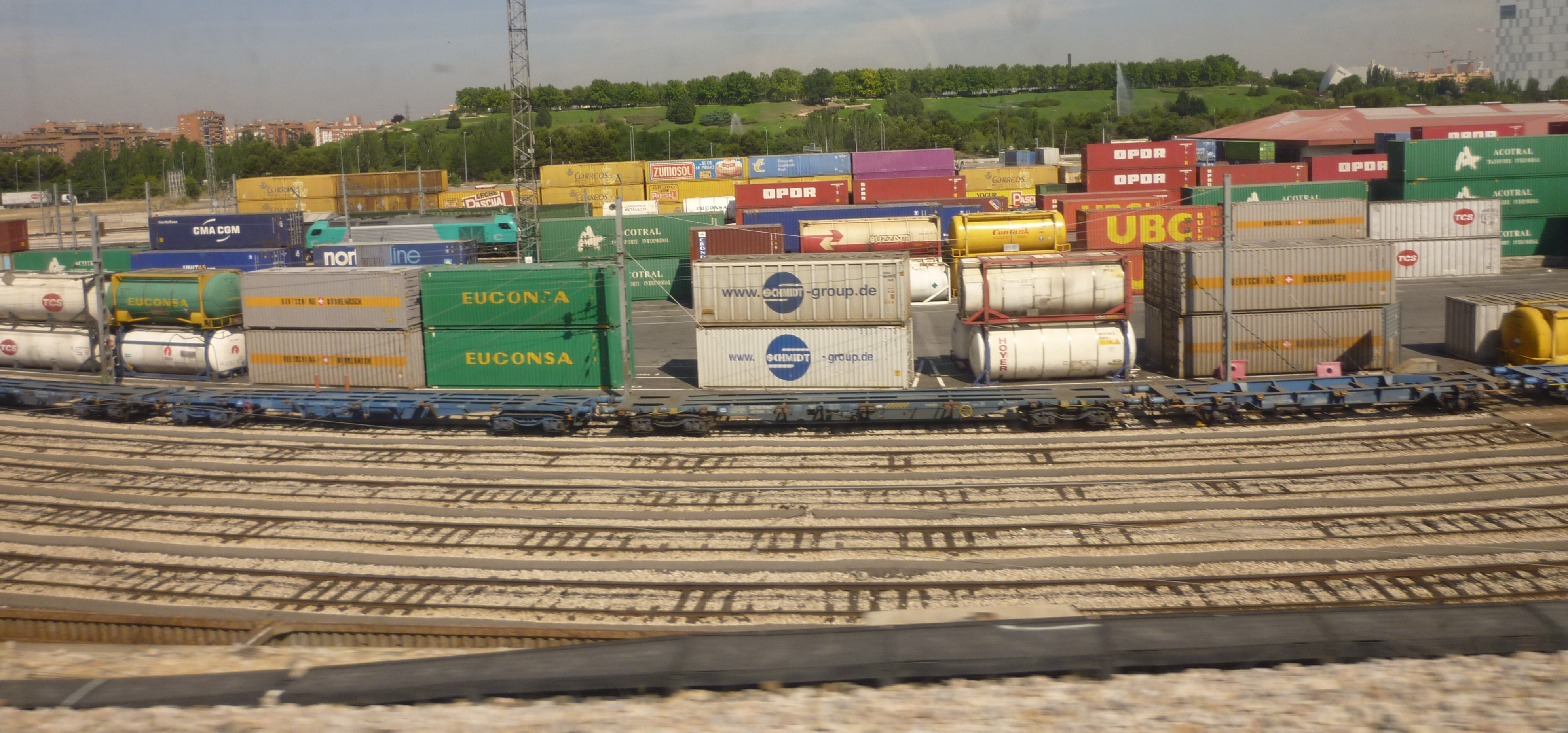
Estación de Madrid-Abroñigal (España)

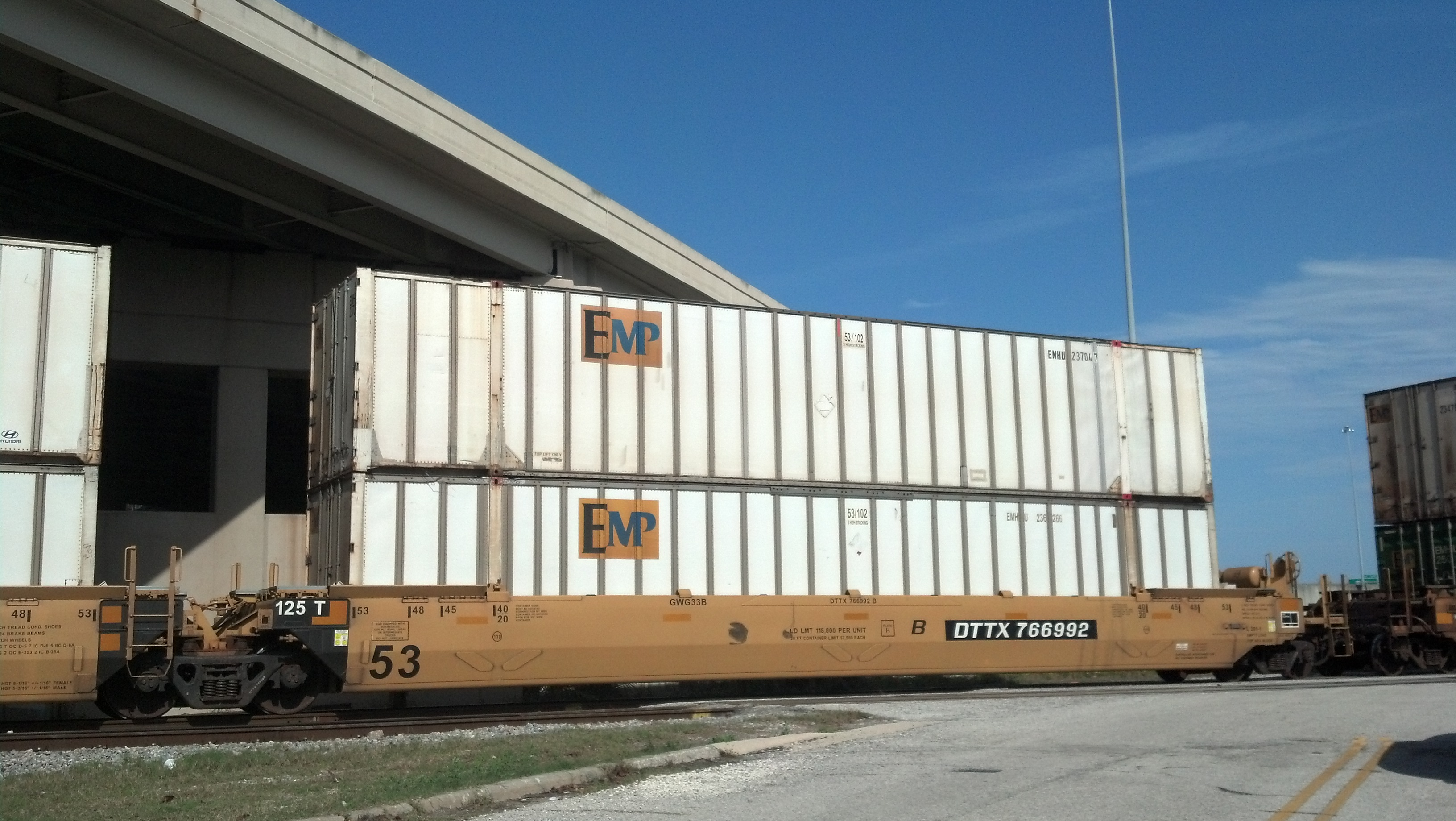
Un tren de contenedores que pasa por Jacksonville (Florida) con contenedores de 53 ft utilizados para envíos dentro de América del Norte

En 2011, los ferrocarriles norteamericanos manejaron un parque formado por 1.471.736 vagones de carga y por 31.875 locomotoras, con 215.985 empleados. Transportaron un total de 39,53 millones de vagones (con un promedio de 63 toneladas cada uno) y generaron 81.700 millones de dólares en ingresos. Los ferrocarriles estadounidenses más grandes (Clase 1) transportaron 10,17 millones de contenedores intermodales y 1,72 millones de remolques.
El tráfico intermodal supuso el 6,2% del tonelaje en origen y el 12,6% de los ingresos. Los principales productos básicos fueron carbón, productos químicos, productos agrícolas, minerales no metálicos y servicios intermodales. Solo el carbón representó el 43,3% del tonelaje y el 24,7% de los ingresos. El recorrido promedio fue de 917 millas (1476 km). Dentro de los EE. UU., los ferrocarriles transportaron el 39,9% de la carga por tonelada-milla, seguidos de los camiones (33,4%), los oleoductos (14,3%), las barcazas (12%) y el transporte aéreo (0,3%).

El ferrocarril representó el 17,1% del transporte de mercancías de la UE en términos de toneladas-km, en comparación con el transporte por carretera (76,4%) y las vías navegables interiores (6,5%).

## Trenes de mercancías con nombre
- Super C
- Juice Train
- CSX Transportation
- Nueva Ruta de la Seda

A diferencia de los trenes de pasajeros, los trenes de mercancías rara vez reciben un nombre propio que permita su identificación particularizada.

## Imágenes
|  |  |  |  |